# Dalassène
La famille Dalassène (en grec, masc. Dalassenos, Δαλασσηνός, fém. Dalassena, Δαλασσηνή) est une famille aristocratique byzantine s'étant principalement illustrée à la fin du Xe siècle et durant le XIe siècle.

## Origines
Le nom de la famille est dérivé de son lieu d'origine, le village de Dalassa (l'actuelle Talas en Turquie), dans le thème originel des Arméniaques.
L'origine ethnique de la famille est inconnue. Nicolas Adontz l'identifie comme arménienne, bien que le nom ne soit pas arménien ; la plupart des spécialistes hésite à accepter cette suggestion,.

## Élévation
Le premier représentant proéminent de la famille est le magistros Damien Dalassène, doux d'Antioche en 995/996–998,,. Ses fils atteignent également de hauts rangs : les deux premiers, Constantin et Théophylacte, sont à son instar doux d'Antioche, alors que le troisième, Romain, est katepánō d'Ibérie. L'Orient et Antioche en particulier semblent avoir été le centre du pouvoir de la famille pendant les premières décennies du XIe siècle,,.
Constantin est en outre un favori de l'empereur Constantin VIII (r. 1025-1028), dont il est dit qu'il a pensé le nommer héritier brièvement avant sa mort. Sous Romain III (r. 1028-1034), la famille reste loyale, du moins ouvertement. Toutefois, Constantin est accusé par certaines sources d'avoir joué un rôle dans la défaite de Romain contre Alep en 1030,. Il devient par après le chef de l'opposition aristocratique sous les règnes de Michel IV (r. 1034-1041) et de Michel V (r. 1041-1042), ce qui entraîne des mesures de répression ainsi que l'emprisonnement et l'exil de la plupart de la famille par le ministre de Michel IV, Jean l'Orphanotrophe,,. Après le renversement de Michel V en 1042, Constantin est à nouveau envisagé comme possible empereur, par l'impératrice Zoé (r. 1028-1050) ; elle le perçoit cependant comme un homme aux principes austères, et lui préfère en fin de compte Constantin IX (r. 1042-1055),.
Au cours des années 1060 et 1070, des membres de la famille, dont la relation au magistros et à ses fils n'est pas claire, sont principalement généraux dans les Balkans, tel le doux de Skopje Damien en 1073, ou le doux de Thessalonique Théodore vers 1062,.
La renommée de la famille atteint néanmoins son summum avec le mariage de l'ambitieuse et douée Anne Dalassène (arrière-petite-fille du côté maternel du magistros Damien) et de Jean Comnène, frère cadet du général et empereur Isaac Ier (r. 1057-1059). Anne favorise avec détermination les carrières de ses enfants, jusqu'à ce que son fils Alexis accède au trône impérial en 1081. Elle devient alors, durant les fréquentes absences de ce dernier à Constantinople en raison de ses campagnes, la régente de facto de l'empire,.

## Membres ultérieurs
L'amiral Constantin Dalassène joue un rôle significatif sous Alexis Ier, mais la plupart des membres ultérieurs de la famille n'occupent que des charges civiles. Au XIIe siècle, Jean Roger Dalassène est cependant nommé Caesar vers 1138 et mène en vain une conspiration contre l'empereur Manuel Ier (r. 1143-1180),.
Les Dalassène déclinent après la fin du XIIe siècle, avant que le nom de la famille n'apparaisse plus que rarement, et encore, à des rangs inférieurs,